# Vårby gård (gods)

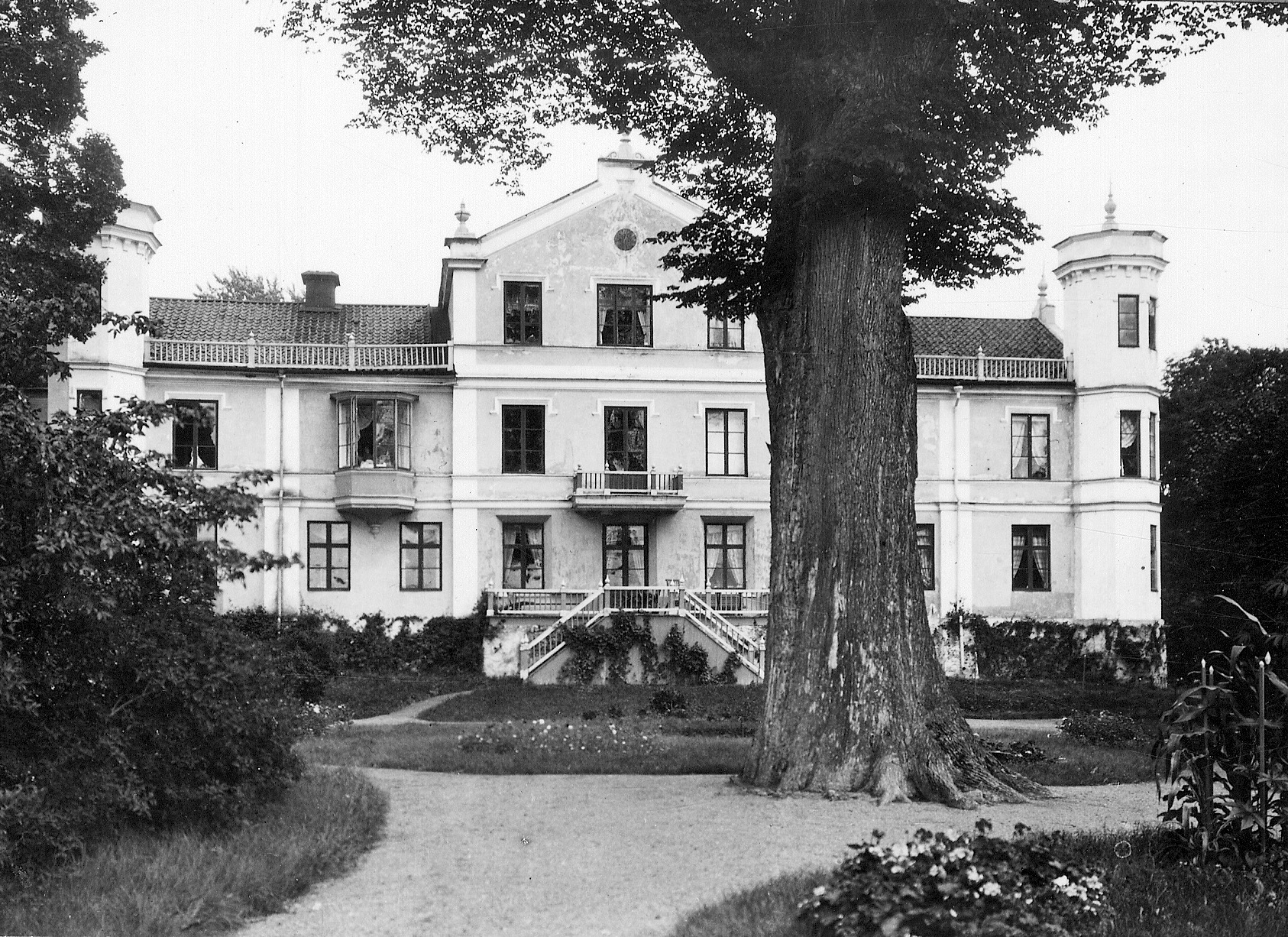
Huvudbyggnaden från sjösidan, omkring 1910.

Vårby gård (även kallat Vårby slott) var ett gods och ett säteri i nuvarande trakten Vårby gård i Huddinge socken i Huddinge kommun. Området köptes 1931 av Stockholms stad. Huvudbyggnaden förstördes den 5 maj 1975 av en brand. Idag utgörs området för den tidigare mangårdsbyggnaden vid Vårbyfjärden huvudsakligen av park och koloniträdgårdar.

## Godset Wårby
Vårby ("Warby" belagt första gången 1381) anses ha haft strategisk betydelse i skyddet av Helgös och Birkas handel - en så stor betydelse att det fått namn efter sin funktion "Vardh by" d.v.s. vakternas by. Orten Vårby har sedan fått sitt namn efter herrgården.
Vad man känner till ägdes Wårby (Vårby gård) av bland annat den  medeltida adelsätten Kase (från Uppland). Den förste kände ägaren var riksrådet Erik Nilsson på 1460-talet. Det var långt innan Wårby blev storgods. Sedan har Wårby varit kronohemman under Gustav Vasa, förlänad till kungens sekreterare Clement Hansson Skrivare, adlad Oliveblad 1550. Först i början av 1600-talet blev Wårby huvudgård, då var ägaren Måns på Haga (se torpet Måns kierr och området Vårby Haga).

### Historiska kartor

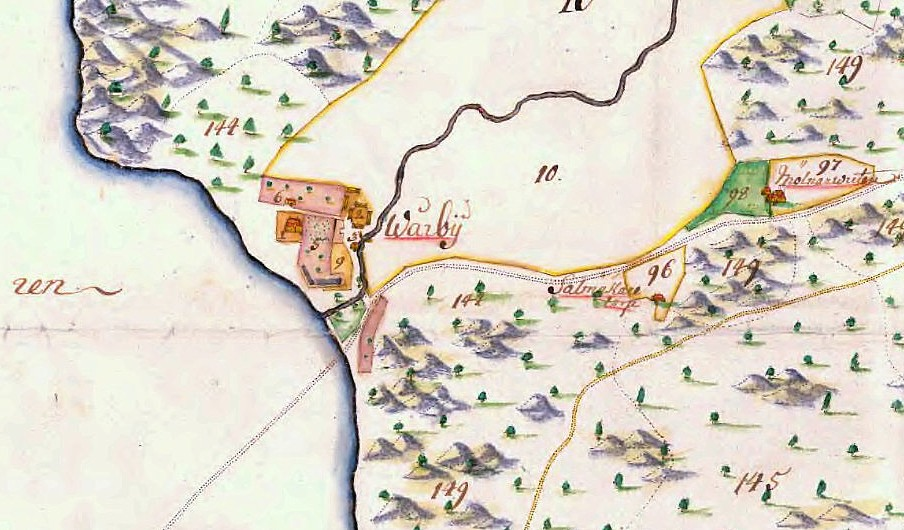
Godset "Wårbÿ" 1703
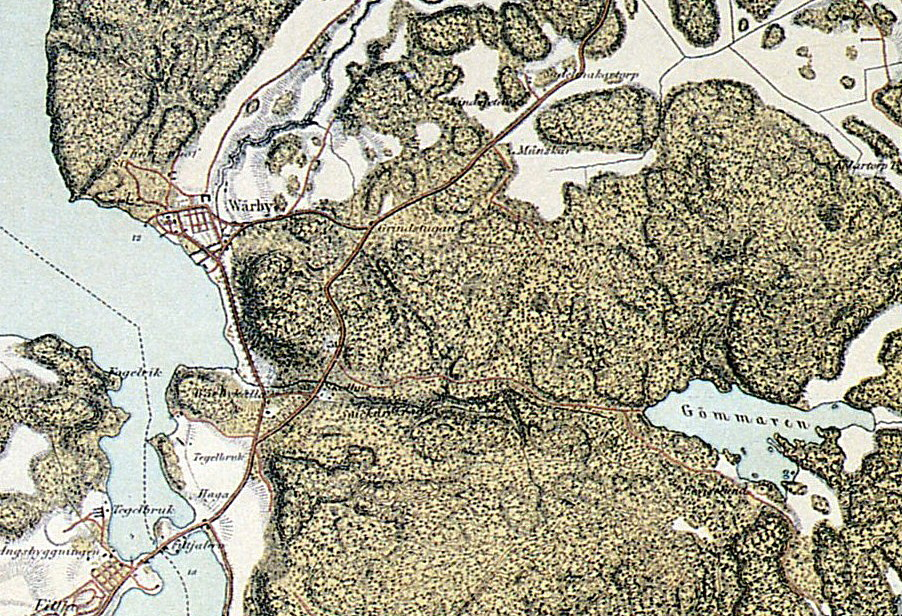
Vårby och omgivning, 1861
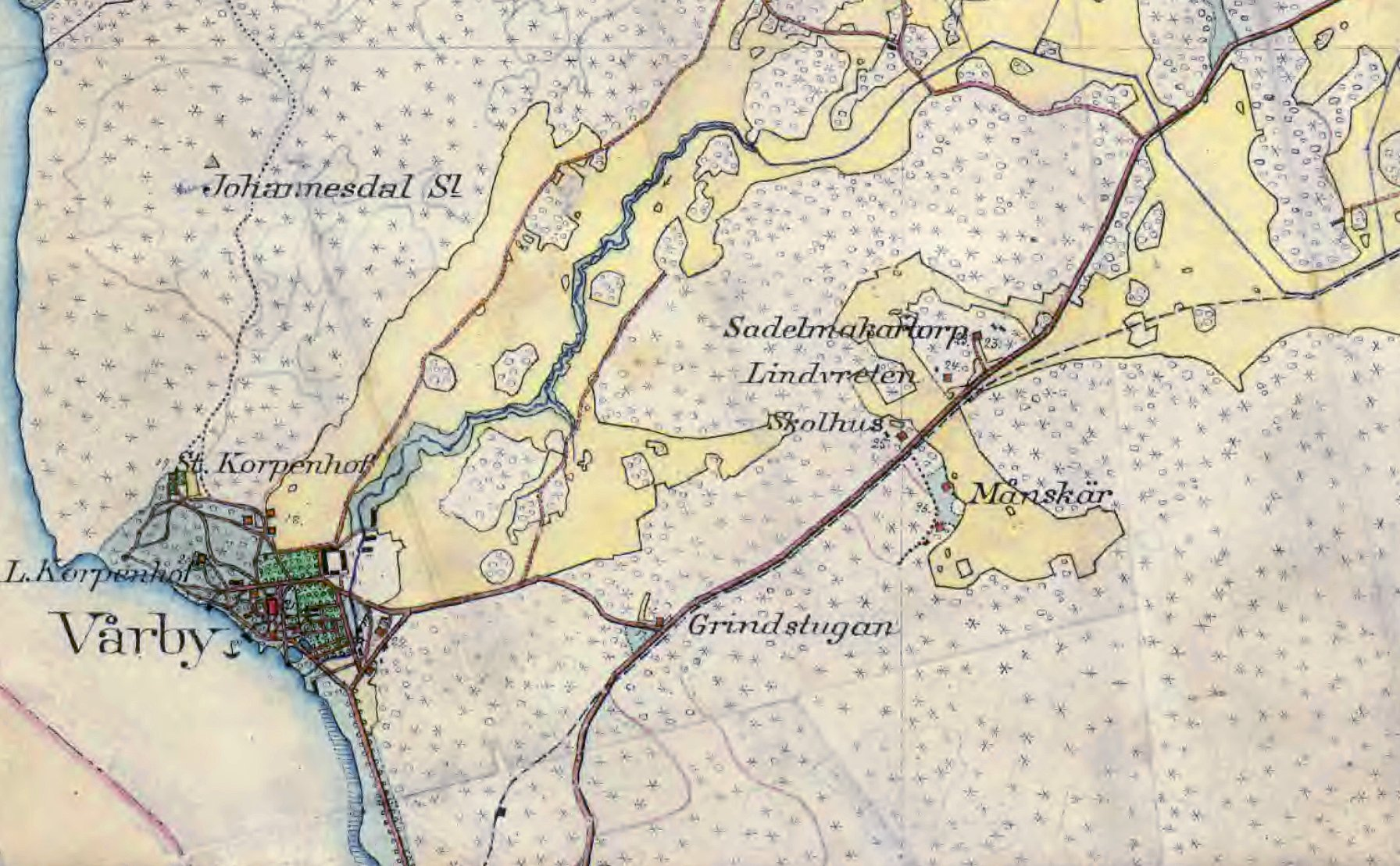
Vårby och några torp, 1901
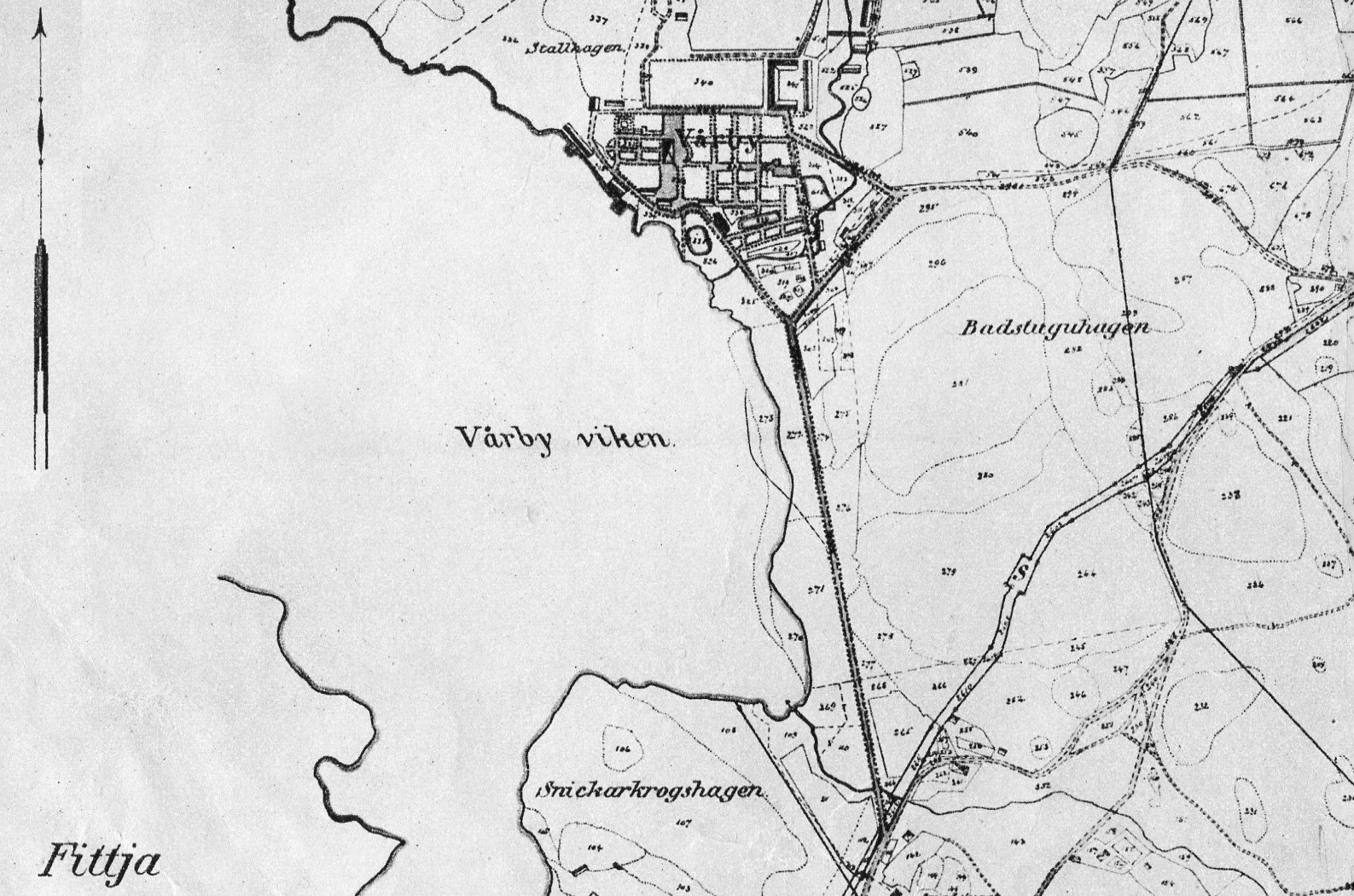
Vårby gård och Vårby allé, 1908

## Godset på 1700- och 1800-talen

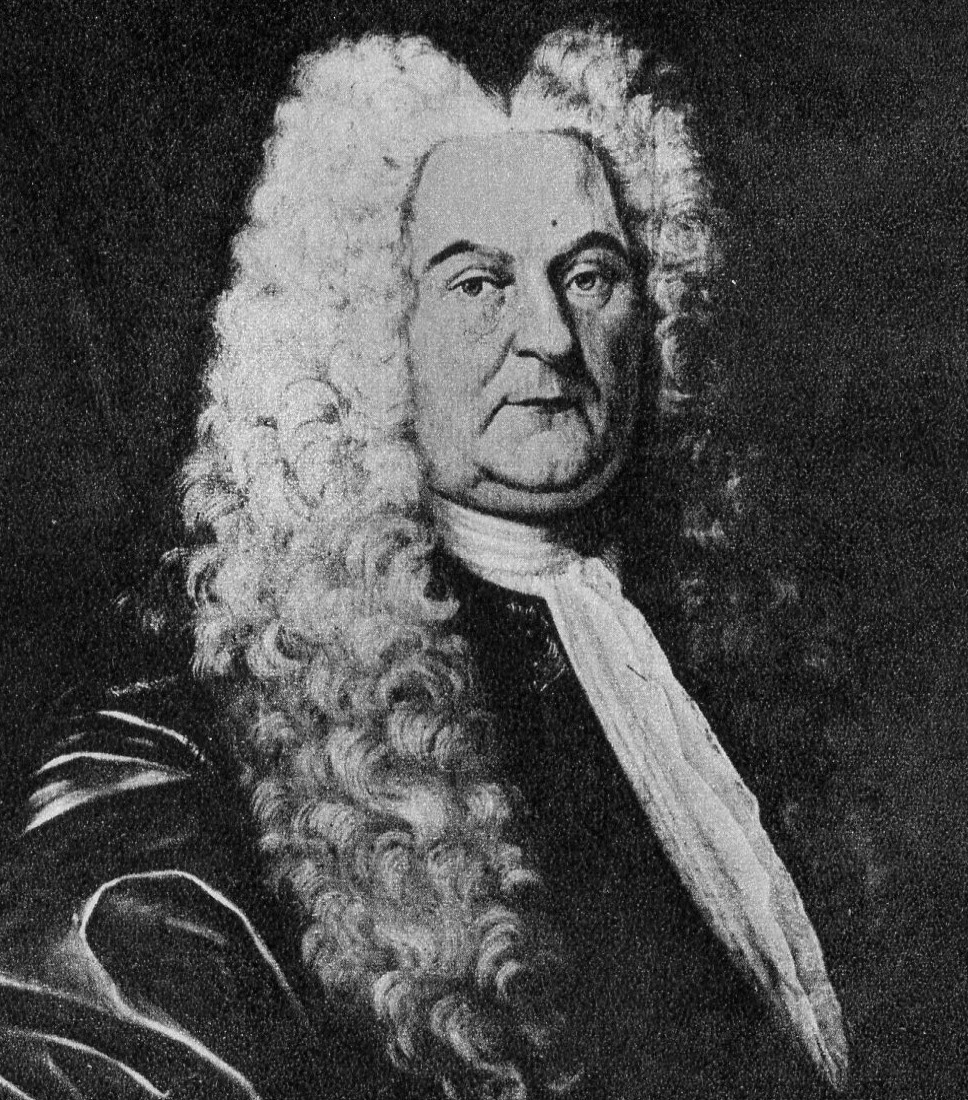
Johan Cederbielke, gårdens ägare 1717-1752.

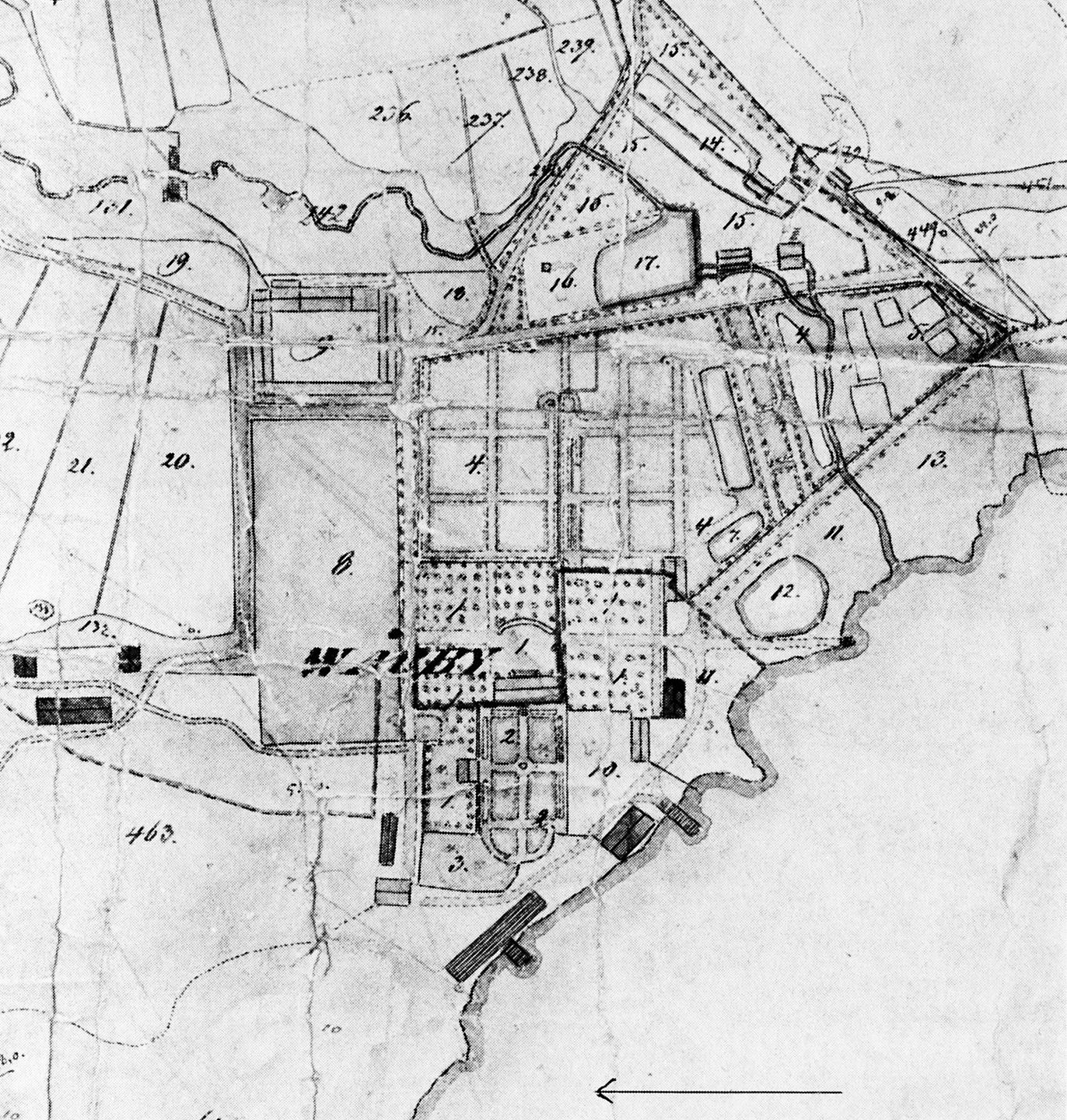
Godset ca 1840. Förklaring av siffror i texten. Norr är till vänster

En karta från 1703 visar Vårby gårds säteri när det var som störst med ett landområde på nära 3x4 kilometer. Då fanns utöver tre utgårdar (Haga gård, Juringe gård och Smista gård) 18 torp som lydde under Wårby. Några var välbyggda, andra var försedda med "nödiga hus" och fyra stod öde. År 1713 upptas 16 torp och 1793 15 torp. Egendomen sträckte sig från Skärholmen (dåvarande Smista) i norr till sjön Gömmaren i syd och från Långsjön i öst till Vårbyfjärden i väst.
Mitt genom det stora landområde sträckte sig den bördiga Vårbybäckens dalgången, som avvattnade Långsjön till Mälaren. Diagonalt från norr till syd genomkorsade den på 1660-talet anlagda Södertäljevägen Vårbys ägor. När Södertäljevägen utstakades protesterade dåvarande ägaren till  Wårby, Magnus Oliveblad mot att hans åkrar sönderskars av den nya vägen samt krävde och erhöll ersättning för obehaget. Efter att Södertäljevägen färdigställdes år  1669 restes flera nya stugor och torp längs vägen, bland dem Vårby grindstuga, Snickartorpet, Sadelmakartorp, Månskär, Lindvreten, Norrtorp och Nytorp.
Under tiden 1717 till 1752 var juristen Johan Cederbielke ägare, han dog även på Wårby. Under hans tid hade Vårby källa, som också hörde till Wårby, sin storhetstid som brunnsort. Han lät bygga ett tegelbruk och anlade föregångaren till Vårby allé, som en rak nord-sydlig vägförbindelse mellan gården och hälsokällan. År 1744 upptar husförhörslängan drygt 100 personer på Vårby, därav bodde 25 på huvudgården.
Efter Cederbielke  disponerades gården av bland andra landshövdingen  Göran Gyllenstierna och generalmajorn Georg Henrik Jägerhorn. Mangårdsbyggnaden för Vårby gård ersattes på 1720-talet med en ny som byggdes om under 1800-talet och fick då två slottsliknande hörntorn. En karta från 1840-talet visar godsets (1) närmaste omgivning, med en liten barockträdgård (2) mot Mälaren och en trädgård med anlagda gångar och kvarter mot öst (4). Mot norr ligger en fruktträdgård (8) och i öst märks kvarndammen (17) med mjölnarbostaden (riven 1951). På 1800-talet innehades  egendomen av en lång rad personer, ett tag var gården länets lantmannaskola. Godsägare Axel Berg tillträdde som ägare 1899. Under hans tid avstyckades Segeltorp för villabyggelse.

### Vårby gårds ägor år 1703

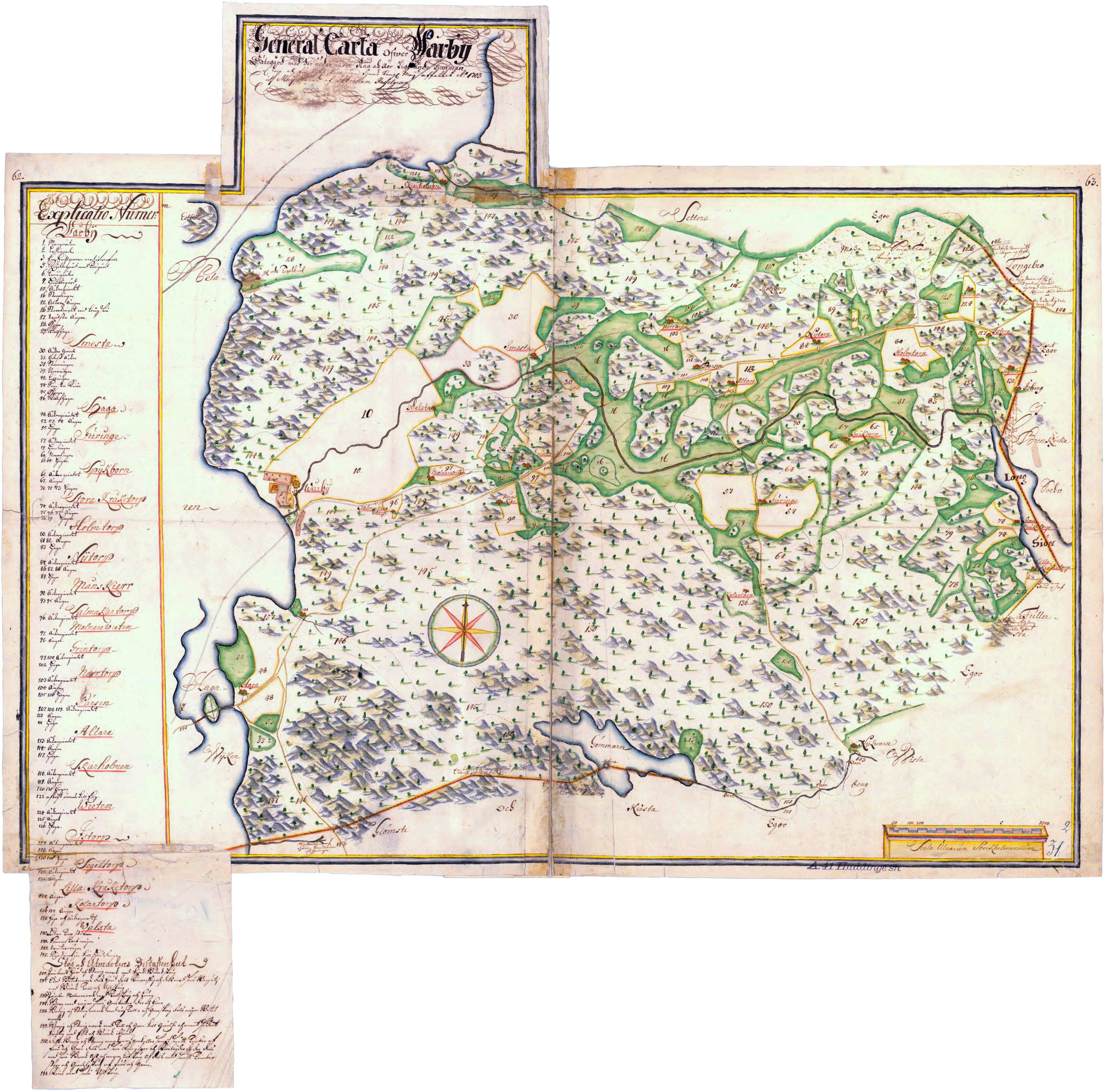
"General Carta öfwer Vårby sätegård..." från 1703 visar godset Vårby när det är som störst, själva säterigården ligger längst i väst intill Mälaren. De grönfärgade områdena avser ängsmark och de ljusa markerar åkermark..

## Gårdens sista ägare och slutet som gods
Först år 1908 genomfördes laga skifte på Vårby gård. Avsikten med skiftet var bland annat att placera huvudgårdens åkermark så nära brukningscentrum som möjligt. I början av 1900-talet förändras kulturlandskapet och åkrarna anpassades till maskindrift. De flesta torp och gårdar under godset försvann, några blev kvar som byggnader men utan betydelse för stordriften. Även om Vårby gård länge varit ett välskött jordbruksföretag kom nu andra ekonomiska intressen att styra gården framtid. Utvecklingen var typisk för liknande gods runt Stockholm och stadsutbyggnaden kom så småningom att förändra landskapet och de gamla gårdar radikalt (se Trädgårdsstäder i Stockholm).

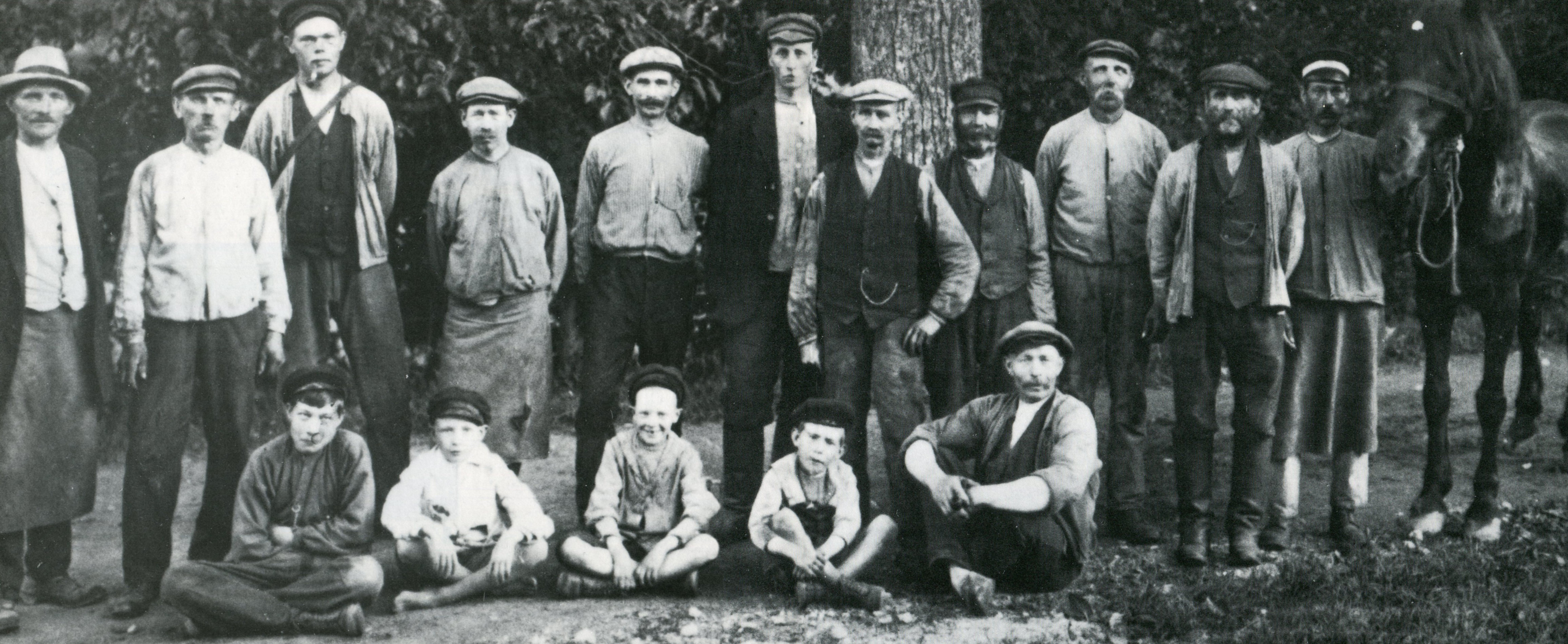
Arbetsstyrkan vid Vårby gård omkring år 1915.

År 1917 inköptes Vårby av ett norskt konsortium som började avverka skogen och byggde en såg för detta ändamål.
Siste enskilde ägaren till Vårby gård var ingenjören C. Harry Winberg som tillträdde egendomen 1924. Han lät bygga ladugård, vagnslider och en statbyggnad. Men efter första världskriget var tiden för storlantbruk förbi och Winberg sökte efter andra inkomstkällor. 1926 grundade han ”Vårbybaden” (idag Vårby strandbad) och 1932 lät han bygga en mineralvattenfabrik intill Vårby allé, där han producerade bordsvatten från Vårby källa (senare Wårby Bryggerier). I huvudbyggnaden drev han en restaurangrörelse mellan 1928 och 1931. Vid 1930-talet uppfördes även två villor på uppdrag av en kamrer Bergqvist, kallade Lilla Korpenhov. Efter Bergqvists död bodde hans änka kvar i huset. Det var hon som lånade ut pengar till C. Harry Winberg när han 1932 startade sin mineralvattenfabrik under förutsättning att hennes tre barn skulle få anställning i fabriken.
Winberg avstyckade Smista (Skärholmen) och Juringe samt villatomter vid Mälaren och 1931 sålde han slutligen det som var kvar till Stockholms stad. Då återstod 1.050 hektar landområden, varav 220 hektar utgjordes av åkrar, resten var skog- och ängsmark. Taxeringsvärdet upp gick 1930 till 665.000 kronor.
År 1938 beslöt Stockholms stad att öppna ett konvalescenthem i byggnaden som hette Wårby Konvalescenthem. Där tog man bland andra emot lungsjuka patienter. På 1940-talet blev Lilla Korpenhov mödrarhemmet Vårbackahemmet som ändrades 1952 till arbetshem för ”lätt förståndshandikappade kvinnor".

## Vårby gård säljs till Huddinge kommun

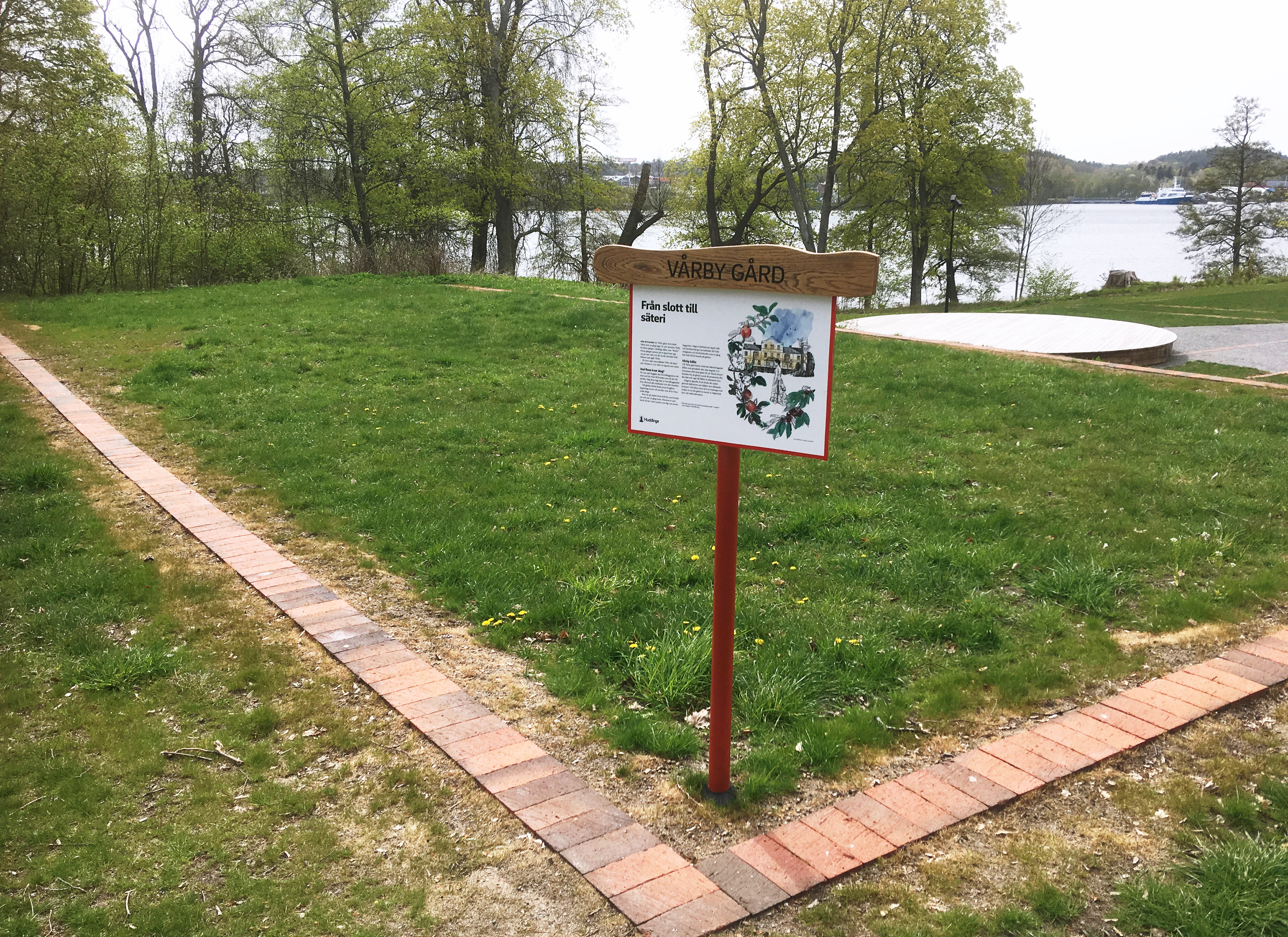
Platsen för Vårby gårds huvudbyggnad.

På 1950-talet var Vårby gård fortfarande välvårdat. Genom den så kallade Vårbyaffären mellan Stockholms och Huddinge kommuner kom området den 1 januari 1963 i Huddinge kommuns ägo. Efter att huvudbyggnaden stått oanvänd i flera år och höll på att förfalla utbröt en långdragen strid om byggnadens framtid. En aktionsgrupp ville rädda huset och det kringliggande grönområdet, medan Huddinge kommun ville bygga bostäder på platsen. Den 5 maj 1975 brann byggnaden slutligen ner. Enligt generalplanen från 1978 bevaras området som park. Områdena nordost om Vårby gårds huvudbyggnad, som även kallades "Slottet", planlades i slutet av 1960-talet och i början av 1970-talet uppfördes flerbostadshus som är ett av Huddinges miljonprogram.
I en undersökning från maj 1981 konstaterade Riksantikvarieämbetet: "Inom ett 150x100 meter stort område finns lämningar efter Vårby. Mangårdsbyggnaden och grunden efter denna är helt bortschaktad. Platsen utmärks av en terrassering. Inom området finns vidare 2 st övergivna mindre hus, vårdträd, syrén och parkgångar". Idag (2019) är mangårdsbyggnades läge markerad med tegelstenar och är en del av Vårby herrgårdspark som anlades 2018. Lilla Korpenhov och Stora Korpenhov är den enda bebyggelsen som finns kvar från godsets tid. Båda husen renoverades 2010–2011 och har blivit exklusiva privatbostäder.

### Historiska bilder

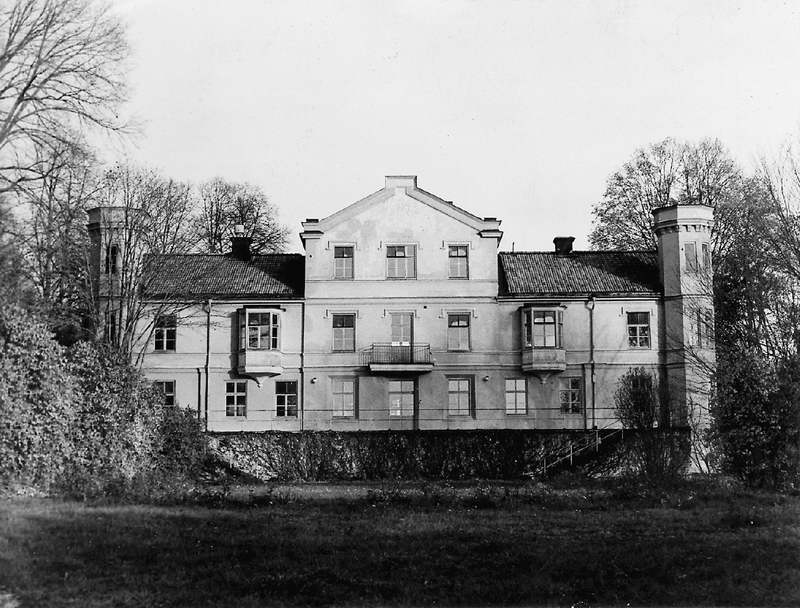
Vårby gårds huvudbyggnad, 1960-talet, fasad mot öst
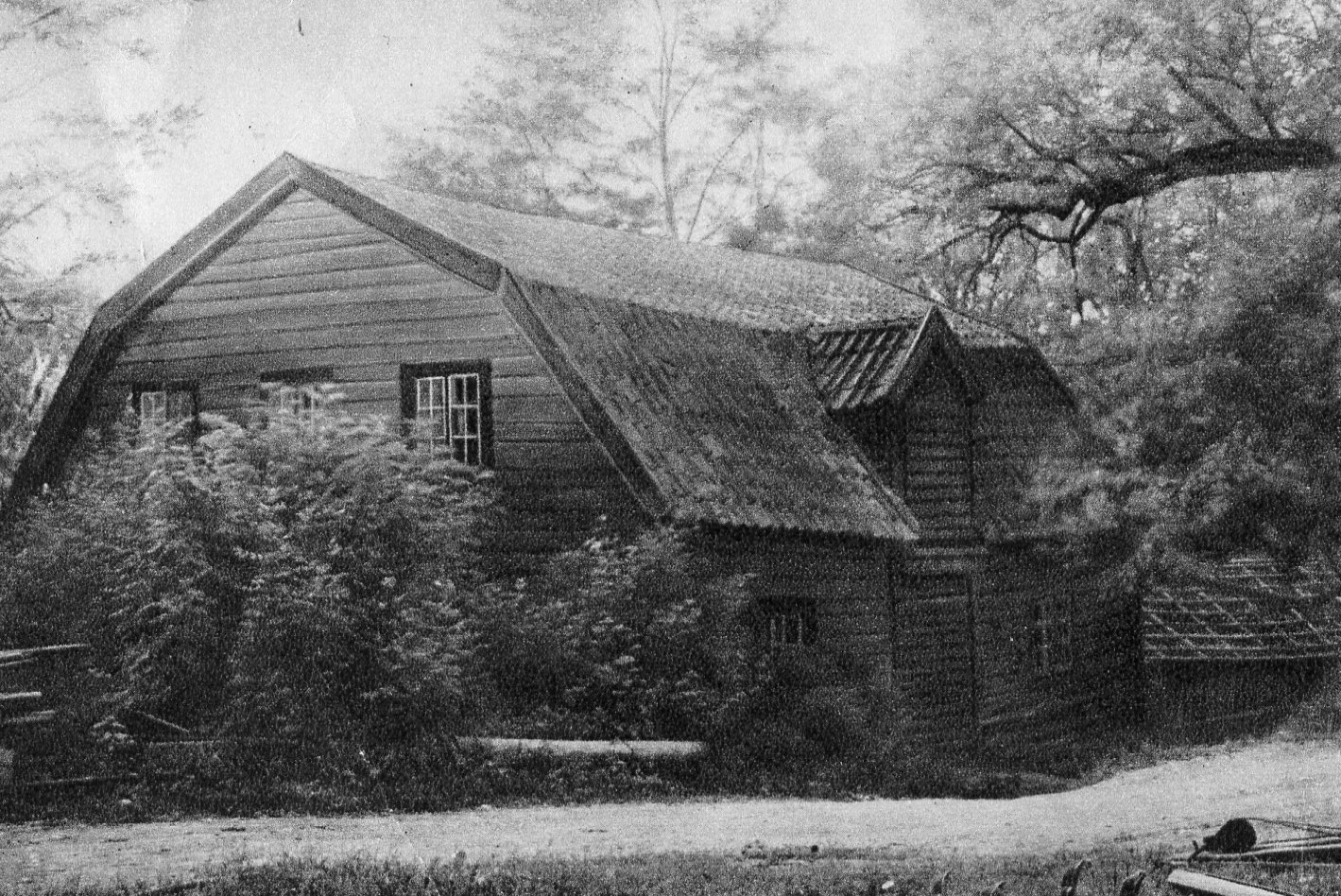
Vårby kvarn och såg, rivna under 1930-talet
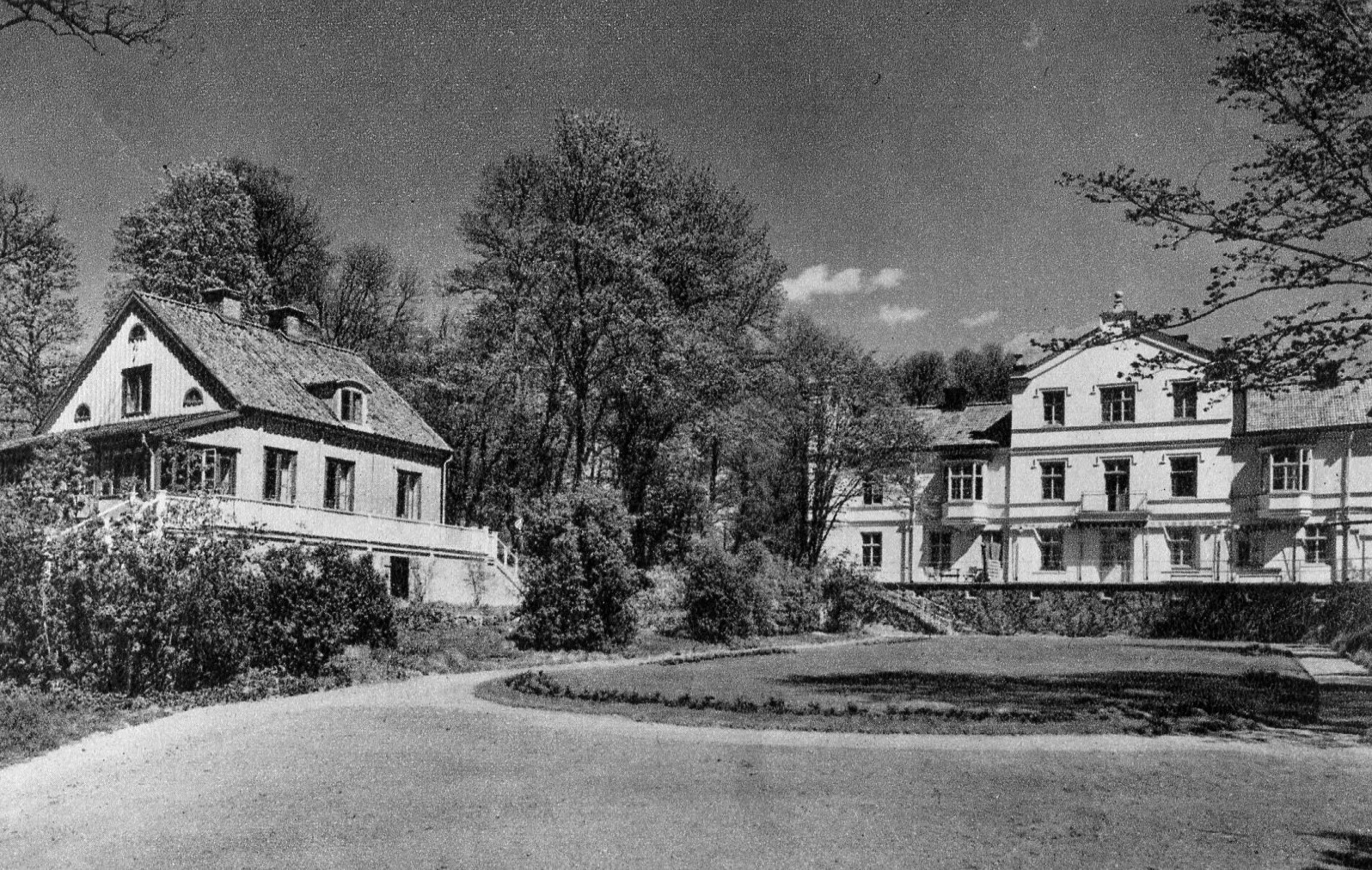
Vårby gård från sjösidan, t.v. arrendatorbostaden, 1951
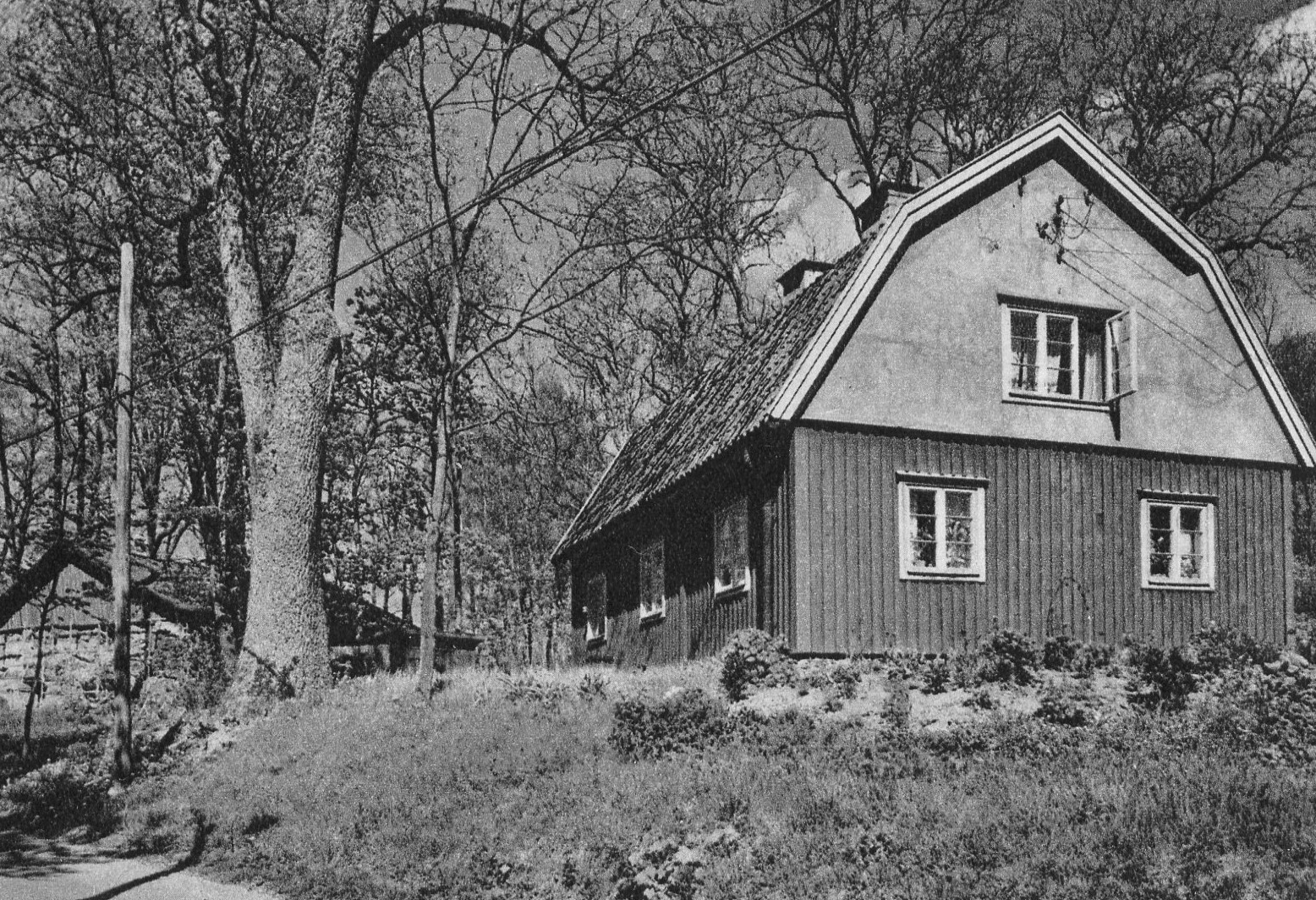
Mjölnarbostaden och t.v. den gamla tegelugnen, 1951

## Källor

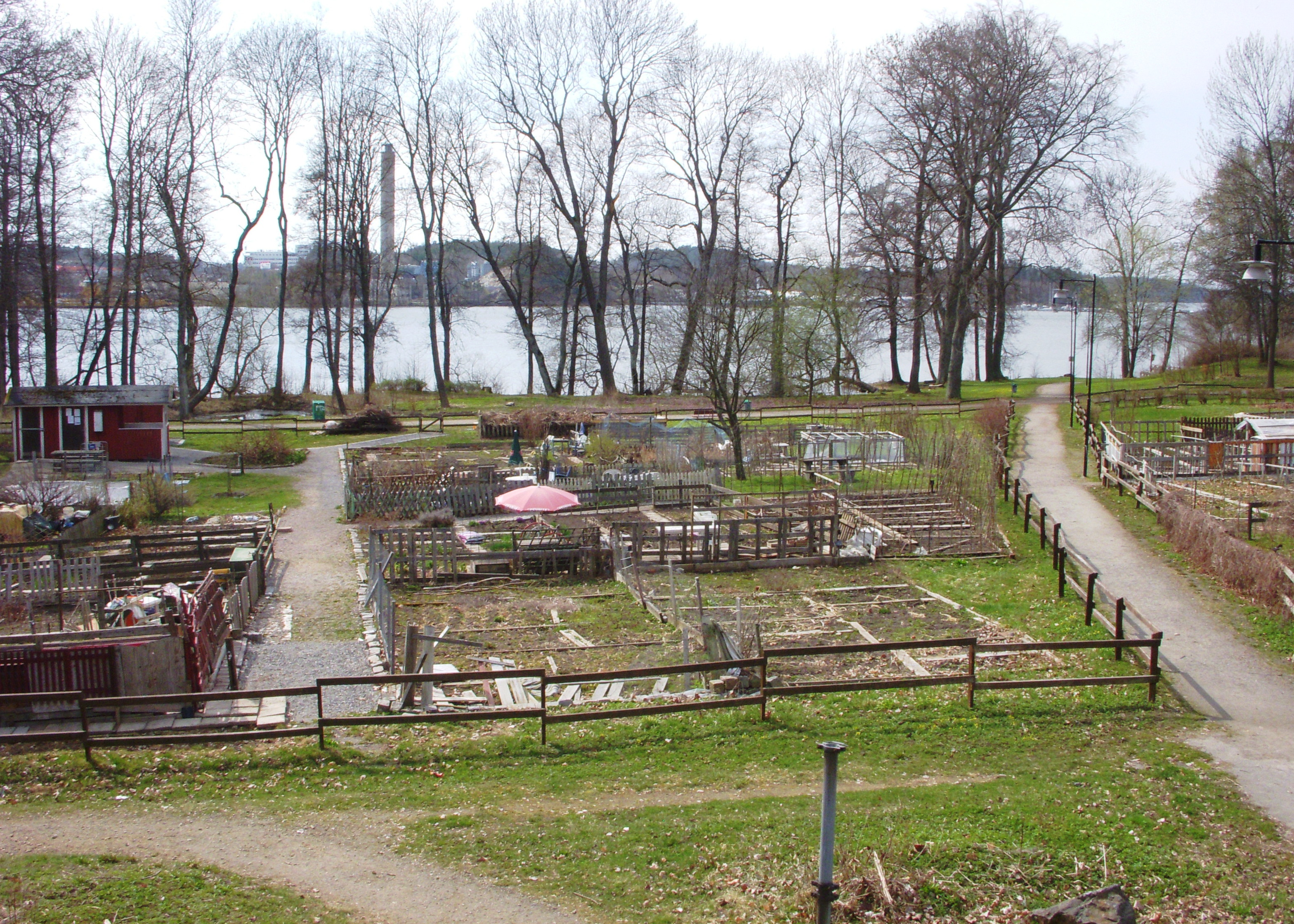
Platsen för Vårby gårds huvudbyggnad.

## Vårby gårds gårdar och torp i urval
I alfabetisk ordning
| Bild | Beteckning       | Beskrivning | Adress och koordinater                                                                |
| ---- | ---------------- | --- | ------------------------------------------------------------------------------------- |
|      | Altartorp        | Torpets ålder anses vara från 1540. Enligt en folklig tradition skulle namnet ”Altaret” komma av att här fanns en böneplats, eller altare, där soldater som skulle ut på slagfälten i Europa höll gudstjänst. Stället finns upptaget i husförhörslängderna som torp under Vårby säteri sedan 1740 och i jordeboken från 1749 anges det som frälse under Vårby. | Altartorpsvägen 59°16′26″N 17°55′31″Ö / 59.27389°N 17.92528°Ö                         |
|      | Haga gård        | Haga gård var en utgård till säteriet Vårby gård i nuvarande kommundelen Vårby. Haga gård låg strax söder om Södertäljevägen på platsen där Obs! Stormarknad öppnade sina portar 1963. Gården revs i början av 1900-talet. Det så kallade Hagatorpet som revs på 1960-talet låg på Hagaudd strax norr om Wårby Bryggerier och var av betydligt senare datum. | Vårby allé 59°15′12″N 17°52′38″Ö / 59.25333°N 17.87722°Ö                              |
|      | Jakobslund       | Jacobslund nämns i husförhörslängderna som torp under Vårby säteri sedan 1795. Efter år 1824 brukas jorden av sekreteraren J. Ehnmark, som är arrendator. Jacobslund angavs 1856 som ”Frånsåld lägenhet”. Vid sekelskiftet 1900 disponerades Jacobslund som sommarbostad för stockholmare. Torpet låg vid nuvarande korsningen Verkstadsvägen/Slöjdvägen i Segeltorp. | Verkstadsvägen/Slöjdvägen 59°16′54″N 17°56′07″Ö / 59.28167°N 17.93528°Ö               |
|      | Juringe gård     | Juringe gård var en utgård till godset Vårby gård. Huvudbyggnaden revs år 2001 och ersattes av en modern byggnad med gamla huvudbyggnadens utseende. Även gamla stallet revs i samband med nybyggnad av Juringe skola år 2003. Från gårdens ursprungstid återstår idag bara magsinet samt en tvätt- och mjölkbod. | Mäster Lorentz väg/Gårdsvägen 59°16′21.86″N 17°55′42.71″Ö / 59.2727389°N 17.9285306°Ö |
|      | Kolartorp        | Torpet återfinns i husförhörslängderna sedan 1650 och i jordeboken från 1749 anges Crone som frälse under Vårby gård. Torpet var sannolikt bostad för gårdens kolare, därav namnet "Kolartorp". År 1790 ändrades torpets namn till Ryttartorp No 2. Det fungerade som rusthåll i livkompaniet av Livregementets Dragoner under Vårby säteri. | Ryttarhalsvägen 59°15′47″N 17°55′55″Ö / 59.26306°N 17.93194°Ö                         |
|      | Lindvreten       | På 1700- och 1800-talen lydde torpet under säteriet Vårby gård. Under tidigt 1900-tal revs torpet och ersattes av ett småhus som i sin tur revs på 1970-talet. Ordet "vret" har olika tolkningar, exempelvis äga, åker eller gärde. "Lindvreten" borde närmast betyda "markstycket med lindarna". | Södertäljevägen 59°16′02″N 17°54′08″Ö / 59.26722°N 17.90222°Ö                         |
|      | Myrstugan        | Båtsmanstorpet Myrstugan var ursprungligen uppfört vid Albysjön i Vårby-Haga, vid Masmovägen och granne med tvättarbostället Hagalund (nuvarande Hagalunds tvätterimuseum). Som Båtsmanstorp No 102 eller Smista Båtsmansstuga var det enligt husförhörslängderna ett torp under Vårby gård från 1744. Torpets båtsmän hette alltid Myrman och de hörde till första Södermanlands båtsmanskompani. Den siste båtsmannen var Anders Gustaf Myrman, född 1856, och hans hustru Laura Törnqvist, född 1856. Myrstugan upphörde som båtsmanstorp 1889. | Vårbackavägen 59°15′48″N 17°52′31″Ö / 59.26333°N 17.87528°Ö                           |
|      | Månskär          | Det egendomliga namnet har inget med månskära att göra utan förleden härrör från en av torpets förste brukare "Måns" och efterleden från "kärr" (våtmark). År 1810 var ägare "Cattun Fabrikeur" (tillverkare av kattun) Jacob Rubensson som var skattskriven i Botkyrka. Torpare var Carl Öman, född 1767, och hans hustru Maria Christina, även hon född 1767. Av mantalslängden framgick att Carl Öhman "avsäger sig tobaksutnyttjande" för att därigenom få sänkt skatt.                                                                        | Månskärsvägen 59°15′50″N 17°54′16″Ö / 59.26389°N 17.90444°Ö                           |
|      | Norrtorp         | Torpet har rötter från 1600-talets början och nämns som dagsverktorp under godset Vårby gård. Norrtorp återfinns i jordeboken från 1749 som frälse och i husförhörslängderna från 1751 som torp under Vårby gård. Norrtorp och det närbelägna torpet Persien brukades tillsammans under en tid från 1840. Huset revs på 1950-talet och fungerade innan dess som bland annat kennel. | Norrtorpsvägen 59°16′27″N 17°55′10″Ö / 59.27417°N 17.91944°Ö                          |
|      | Sadelmakartorp   | På en karta 1703 nämns torpet som Salmarkartorp och i jordeboken från 1749 anges det som frälse under Vårby säteri. I en värdering tillsammans med torpet Lindvreten nämns ett halmtaksförsett timmerhus med åtta bås och stall med fyra spiltor, i en annan byggnad fanns plats för svinen. År 1860 upphörde Sadelmakartorp som torp och blev Vårbys första skola. | Södertäljevägen 59°16′03″N 17°54′14″Ö / 59.26750°N 17.90389°Ö                         |
|      | Segeltorp        | Segertorps gård låg i den bördiga Vårbybäckens dalgång strax intill gränsen till Brännkyrka socken. Torpet återfinns år 1751 första gången i husförhörslängderna som dagsverkstorp under Vårby säteri. Kring sekelskiftet 1900 avstyckades Segeltorp för villabebyggelse och gav sedermera namn åt kommundelen Segeltorp. | Dalvägen 80-82 59°16′45″N 17°57′08″Ö / 59.27917°N 17.95222°Ö                          |
|      | Skärholmens gård | Gården var ursprungligen ett torp under säteriet Vårby gård och låg i godsets norra del vid Fiskarfjärden, Mälaren. Torpet omnämns första gången 1627, då som Skierholmen, senare Skärholmen. Huvudbyggnaden och trädgården ombyggdes under mitten av 1700-talet till sommarnöje för välbeställda Stockholmare. 1945 köps gården av Stockholms Stad och ägs idag av AB Stadsholmen. Skärholmens gård gav stadsdelen Skärholmen sitt namn. | Skärholmens strandpromenad 59°16′58.8″N 17°53′22.04″Ö / 59.283000°N 17.8894556°Ö      |
|      | Smista gård      | Smista gård (även Smesta) utgör en sedan senare delen av 1800-talet försvunnen gård som låg på platsen för nuvarande Skärholmens centrum. Gården hade anor från åtminstone 800-talet. På 1700- och 1800-talen var Smista en utgård till säteriet Vårby gård. Smista brukades ännu under 1850-talet. Den sista kvarlevan in på 1900-talet utgjordes av den gamla ladan "Smista-ladan" (se bild), även kallad "luffarladan" som fanns kvar ännu på 1920-talet. Gården gav Huddinge kommuns trakt "Smista" sitt namn.                                 | Skärholmens centrum 59°16′23″N 17°54′09″Ö / 59.27306°N 17.90250°Ö                     |
|      | Snickarkrogen    | Snickarkrogen (även Snickartorpet) var ett torp, en vägkrog och senare en skola i kommundelen Vårby. Namnet "Snickarkrogen" eller "Snickartorpet" härrör från den tiden då det var boställe för Vårby säteriets snickare. Mellan 1891 och 1901 blev huset skola, därefter privatbostad. Skolverksamheten flyttades 1901 till nybyggda Vårby skola. Snickarkrogens byggnad brann ner 1992. | Södertäljevägen 59°15′22″N 17°53′09″Ö / 59.25611°N 17.88583°Ö                         |
|      | Spikborn         | I äldre handlingar från 1700-talet skrevs namnet Spijkboren och Spijkbore. I jordeboken från 1749 nämns torpet som Vårby säteris rusthåll och i husförhörslängden från 1751 som dagsverkstorp under Vårby gård. Siste torparen var Olof Olsson, född 1767, och hans hustru Maria Margaretha Persdotter, född 1784. De sista resterna efter Spikborn revs i februari 1977. | Spikbornsvägen söderut över ängen 59°16′20″N 17°56′18″Ö / 59.27222°N 17.93833°Ö       |
|      | Vårby grindstuga | Grindstugan låg vid avtagsvägen från den då nyanlagda Södertäljevägen till huvudbyggnaden Vårby gård och var upptaget som torp under Vårby sedan 1689. Torpet beboddes till en början av hantverkare och upphörde 1839 som dagsverkstorp. Den siste torparen var Johannes Larsson med hustrun Eva Charlotta. Stugan låg vid korsningen mellan nuvarande Vårby allé och Mogårdsvägen och revs omkring 1970. | Vårby allé/Mogårdsvägen 59°15′46″N 17°53′32″Ö / 59.26278°N 17.89222°Ö                 |
|      | Vårby kvarn      | Vårby kvarn var Vårby gårds vattenkvarn. Kvarnen nämns tidigast 1750 men är troligen äldre och försvann under 1930-talet. Vattnet från Vårbybäcken samlades ihop i en kvarndamm och vattenkraften räckte till tre veckors drift på våren och på hösten. Kapaciteten uppgavs till två tunnor per dygn. Till kvarnen hörde även en mjölnarbostad som revs 1951. Idag finns enbart en kvarnsten bevarad. | Vårby allé/Vårbackavägen 59°15′50″N 17°52′44″Ö / 59.26389°N 17.87889°Ö                |